# Nya Bellevue
Nya Bellevue är ett bostadsområde i stadsdelen Limhamn-Bunkeflo, Malmö. 
Nya Bellevue ligger mellan Linnégatan och Bellevuevägen, norr om Geijersgatan.
Området är ett av Malmös mer välbeställda, med villor som byggts under 1900-talet. I det nordvästra hörnet ligger Fair Play Stadion, där bland annat Fair Play TK och Limhamns tennisklubb håller till. Strax intill ligger Bellevue förskola.
Nya Bellevue ligger på mark som tillhört Bellevuegården, och började byggas efter Bellevue.